# Alexandre Martins Costa
Domingos Alexandre Martins Da Costa, zwany Alex (ur. 6 września 1979 w Guimarães) – portugalski piłkarz grający na pozycji obrońcy. Rozpoczął karierę w lokalnym klubie AD Fafe, następnie występował w portugalskich klubach Moreirense FC, SL Benfica i Vitória SC. W 2005 zadebiutował w zespole narodowym Portugalii.